# Школа за младши тилови специалисти
Школата за младши тилови специалисти е учебно заведение в България, съществувало в периода 1888 – 1961 г.

## История
Непосредствено след Освобождението на България в София и Варна се откриват военни фелдшерски училища, създадени с цел попълване на българската земска войска с медицински кадри. Всички фелдшерски училища са закрити през 1883 година. С Указ № 16 от 4 февруари 1888 г. в София се открива Фелдшерско училище, което се състои от две отделения – медицинско и ветеринарно, с двугодишен срок на обучение. С приказ № 1 от 24 март 1888 г. е обявен и списък с имената на приетите ученици и нужните предмети за обзавеждането на училището. Училището се става отделение към Военното на Негово Княжеско Височество училище съгласно височайши Указ № 2 от 3 януари 1889 г., като последната заповед е издадена на 18 януари.
През 1945 г. училището е повторно формирано като Общовойскова санитарна школа (Военно-медицинска школа). Школата получава военно-пощенски номер 80180. Преименува се на Общовойскова медицинска школа. На 20 август 1952 г. школата е преместена на гарнизон в Русе. Към 1 януари 1952 т. наименованието на школата е Школа за инструктори и военни готвачи към тила на войската, има местостоянка в София и се командва от полковник Маказчиев. На 1 януари 1956 г. е преименувана на Школа за младши тилови специалисти, а през 1961 г. е разформирана.

## Наименования
През годините школата носи различни имена според претърпените реорганизации:
- Фелдшерско училище (1888 – 3 януари 1889)
- Общовойскова санитарна школа (Военно-медицинска школа) (1945 – 1951)
- Общовойскова медицинска школа (под.80180) (1951 – 1952)
- Военно-медицинска школа (1952 – 1956)
- Школа за инструктори и военни готвачи (1950 – 1 януари 1956)
- Школа за младши тилови специалисти (1 януари 1956 – 1961)

## Началници
- Полковник Маказчиев Аз служик вшколата от 1957 до октомври 1959 година,като школник и командир на сан.отделение.Командир беше майор /подполковник Симеон Събев-От преподавателите ми си спомням Д-р Л.Цонев-вътрешни болести,д-рГ.Йотов-военна хигиена и нервни болести,д-р Петков -военнополева хирургия,Д-р ЦековХимически и др-бойни отровни вещества,подп.Мирчо Куйкин-организация и тактика но воеунномедцинската служба,Д-р Ганчев -Епидемиология и паразитология,фармацевт Гълъбов-лекарствознание и рецептура, и т.н.Практиката беше във военна болница Русе..Поделението беше под № 85040 и имаше рота фелдшери,три роти санитарни инструктори и две роти войскови готвачи и хлебари.Имаше и собствена фурна от която се снабдяваше гарнизона!Всички преподаватели в последстие станаха началници на клиники във ВМА-София.Спомням си проф.Патрашков -уролог, м още много други!Славни години бяха! Наученото остана за цял живот беше много полезно в битието ми!Мл.Сержант Рангел Димов,4-та рота !